# Kent Beck
Kent Beck é um engenheiro de software americano criador do Extreme Programming e Test Driven Development. Beck foi um dos 17 signatários originais do Agile Manifesto em 2001.
Frequentou a Universidade do Estado do Oregon entre 1979 e 1987, recebendo o Bacharelado em Ciências da Computação e Mestre em Ciências da Computação.
Beck vive em Medford, Oregon e trabalhou no Facebook.